# Spezia Foot Ball Club 1931-1932
Questa pagina raccoglie i dati riguardanti lo Spezia Foot Ball Club nelle competizioni ufficiali della stagione 1931-1932.

## Rosa
| N. |                   | Ruolo | Calciatore          |
| -- | ----------------- | ----- | ------------------- |
|    | Italia (bandiera) | C     | Giuseppe Andrei     |
|    | Italia (bandiera) | A     | Giovanni Bermone    |
|    | Italia (bandiera) | D     | Enrico Bozzo        |
|    | Italia (bandiera) | C     | Luigi Busdon        |
|    | Italia (bandiera) | A     | Giulio Cappelli     |
|    | Italia (bandiera) |       | Manfredo Castelli   |
|    | Italia (bandiera) | D     | Domenico Debarbieri |
|    | Italia (bandiera) | C     | Amedeo Ghidoni      |
|    | Italia (bandiera) | A     | Antonio Giordani    |
|    | Italia (bandiera) | A     | Gino Girino         |

| N. |                   | Ruolo | Calciatore            |
| -- | ----------------- | ----- | --------------------- |
|    | Italia (bandiera) | C     | Agostino Langella     |
|    | Italia (bandiera) | A     | Ruggero Marianetti    |
|    | Italia (bandiera) | C     | Alberto Papini        |
|    | Italia (bandiera) | D     | Wando Persia          |
|    | Italia (bandiera) | A     | Gino Rimoldi          |
|    | Italia (bandiera) | A     | Aldo Rossi            |
|    | Italia (bandiera) | C     | Gennaro Santillo (I)  |
|    | Italia (bandiera) | D     | Umberto Santillo (II) |
|    | Italia (bandiera) | P     | Paolo Strati          |

## Statistiche

### Statistiche di squadra
| Competizione | Punti | In casa | In casa | In casa | In casa | In casa | In casa | In trasferta | In trasferta | In trasferta | In trasferta | In trasferta | In trasferta | Totale | Totale | Totale | Totale | Totale | Totale | DR  |
| Competizione | Punti | G       | V       | N       | P       | Gf      | Gs      | G            | V            | N            | P            | Gf           | Gs           | G      | V      | N      | P      | Gf     | Gs     | DR  |
| ------------ | ----- | ------- | ------- | ------- | ------- | ------- | ------- | ------------ | ------------ | ------------ | ------------ | ------------ | ------------ | ------ | ------ | ------ | ------ | ------ | ------ | --- |
| Serie B      | 36    | 17      | 12      | 4       | 1       | 41      | 12      | 17           | 1            | 6            | 10           | 12           | 24           | 34     | 13     | 10     | 11     | 53     | 36     | +17 |

### Statistiche dei giocatori
| Giocatore     | Serie B  | Serie B |
| Giocatore     | Presenze | Reti    |
| ------------- | -------- | ------- |
| G. Andrei     | 33       | 10      |
| G. Bermone    | 1        | 0       |
| E. Bozzo      | 30       | 0       |
| L. Busidoni   | 28       | 8       |
| G. Cappelli   | 34       | 14      |
| M. Castelli   | 1        | 0       |
| D. Debarbieri | 3        | 0       |
| A. Ghidoni    | 27       | 4       |
| A. Giordani   | 1        | 0       |
| G. Girino     | 6        | 3       |
| A. Langella   | 4        | 0       |
| R. Marianetti | 18       | 6       |
| A. Papini     | 33       | 0       |
| W. Persia     | 32       | 1       |
| G. Rimoldi    | 5        | 0       |
| A. Rossi      | 20       | 7       |
| G. Santillo   | 32       | 0       |
| U. Santillo   | 32       | 0       |
| P. Strati     | 34       | -36     |